# Hércules Pereira do Nascimento
Hércules Pereira do Nascimento, meglio noto come Hércules (Jaicós, 20 ottobre 2000), è un calciatore brasiliano, centrocampista del Fluminense.

## Carriera
Cresciuto nei settori giovanili di EC São Bernardo, Tiradentes-CE e Atlético Cearense, ha trascorso la prima parte della carriera tra la prima e la seconda divisione del Campionato Cearense. Il 28 maggio 2021 passa in prestito al Fortaleza, che lo aggrega alla formazione Under-23. Nel mese di dicembre viene acquistato a titolo definitivo per una cifra sui 200 mila real brasiliani, firmando un contratto fino al dicembre 2024. Debutta in prima squadra il 25 febbraio 2022, giocando l'incontro del Campionato Cearense vinto per 1-0 contro il Pacajus. Il 10 aprile successivo ha debuttato anche nel Brasileirão, nell'incontro perso per 0-1 contro il Cuiabá.

## Statistiche

### Presenze e reti nei club
Statistiche aggiornate al 30 giugno 2025.
| Stagione                 | Squadra                  | Campionato               | Campionato | Campionato | Coppe nazionali | Coppe nazionali | Coppe nazionali | Coppe continentali | Coppe continentali | Coppe continentali | Altre coppe | Altre coppe | Altre coppe | Totale | Totale |
| Stagione                 | Squadra                  | Comp                     | Pres       | Reti       | Comp            | Pres            | Reti            | Comp               | Pres               | Reti               | Comp        | Pres        | Reti        | Pres   | Reti   |
| ------------------------ | ------------------------ | ------------------------ | ---------- | ---------- | --------------- | --------------- | --------------- | ------------------ | ------------------ | ------------------ | ----------- | ----------- | ----------- | ------ | ------ |
| 2019                     | Tiradentes-CE            | SD/CE                    | 1          | 0          | -               | -               | -               | -                  | -                  | -                  | -           | -           | -           | 1      | 0      |
| 2020                     | Atlético Cearense        | PD/CE                    | 2          | 0          | -               | -               | -               | -                  | -                  | -                  | -           | -           | -           | 2      | 0      |
| 2020                     | Crato                    | SD/CE                    | 10         | 0          | -               | -               | -               | -                  | -                  | -                  | -           | -           | -           | 10     | 0      |
| 2021                     | Atlético Cearense        | PD/CE                    | 15         | 0          | -               | -               | -               | -                  | -                  | -                  | -           | -           | -           | 15     | 0      |
| Totale Atlético Cearense | Totale Atlético Cearense | Totale Atlético Cearense | 17         | 0          |                 | -               | -               |                    | -                  | -                  |             | -           | -           | 17     | 0      |
| 2022                     | Fortaleza                | PD/CE+A                  | 6+28       | 1+4        | CB              | 4               | 0               | CL                 | 7                  | 1                  | CdN         | 3           | 1           | 48     | 7      |
| 2023                     | Fortaleza                | PD/CE+A                  | 8+13       | 1+1        | CB              | 3               | 0               | CL+CS              | 4+5                | 0                  | CdN         | 8           | 3           | 41     | 5      |
| 2024                     | Fortaleza                | PD/CE+A                  | 2+32       | 0+4        | CB              | 2               | 1               | CS                 | 7                  | 1                  | CdN         | 4           | 1           | 47     | 7      |
| Totale Fortaleza         | Totale Fortaleza         | Totale Fortaleza         | 16+73      | 2+9        |                 | 9               | 1               |                    | 23                 | 2                  |             | 15          | 5           | 136    | 19     |
| 2025                     | Fluminense               | A/RJ+A                   | 12+8       | 0+1        | CB              | 2               | 0               | CS                 | 5                  | 0                  | Cmc         | 5           | 2           | 31     | 3      |
| Totale carriera          | Totale carriera          | Totale carriera          | 137        | 12         |                 | 11              | 1               |                    | 28                 | 2                  |             | 20          | 7           | 196    | 22     |

## Palmarès

### Club

#### Competizioni regionali
- Copa do Nordeste: 2

Fortaleza: 2022, 2024

#### Competizioni statali
- Campionato Cearense: 2

Fortaleza: 2022, 2023